# Crescent Cup 2015
La Crescent Cup Rugby Championship 2015 o simplemente Crescent Cup 2015 fue un torneo de rugby entre selecciones de países islámicos que se disputó en Malaca, Malasia.
Los participantes se dividieron en 2 grupos y los ganadores de cada zona se enfrentaron en un partido final para determinar al ganador. Ese partido se dio por finalizado antes del tiempo reglamentario debido a una salvaje pelea que involucró a jugadores, árbitros y espectadores.
La competición estuvo organizada por World Rugby, Malaysia Rugby Union y la Islamic Solidarity Sports Federation, de ahí el nombre del torneo que remite a la Luna creciente símbolo del Islam. No se ha vuelto a celebrar otra edición de la Crescent Cup.

## Equipos participantes
| - Selección de rugby de Líbano - Selección de rugby de Malasia - Selección de rugby de Uzbekistán | - Selección de rugby de Argelia - Selección de rugby de Irán abandonó - Selección de rugby de Kazajistán |

## Grupo A

### Posiciones
| Pos. | Equipo     | Encuentros | Encuentros | Encuentros | Encuentros | Tantos  | Tantos    | Tantos     | Puntos Bonus | Puntos Totales |
| Pos. | Equipo     | jugados    | ganados    | empatados  | perdidos   | a favor | en contra | diferencia | Puntos Bonus | Puntos Totales |
| ---- | ---------- | ---------- | ---------- | ---------- | ---------- | ------- | --------- | ---------- | ------------ | -------------- |
| 1    | Malasia    | 2          | 2          | 0          | 0          | 65      | 9         | + 56       | 1            | 9              |
| 2    | Líbano     | 2          | 1          | 0          | 1          | 54      | 13        | + 41       | 1            | 5              |
| 3    | Uzbekistán | 2          | 0          | 0          | 2          | 12      | 109       | - 97       | 0            | 0              |

Nota: Se otorgan 4 puntos al equipo que gane un partido y 2 al que empate
Puntos Bonus: 1 punto por convertir 4 tries o más en un partido y 1 al equipo que pierda por no más de 7 tantos de diferencia
|  | Juega por el 1º puesto |

|  | Juega por el 3º puesto |

### Resultados

#### Primera fecha
| 6 de junio | Malasia | 10 - 0  | Líbano |  |  |
|            |         | Reporte |        |  |  |

#### Segunda fecha
| 8 de junio | Uzbekistán | 3 - 54  | Líbano |  |  |
|            |            | Reporte |        |  |  |

#### Tercera fecha
| 11 de junio | Malasia | 55 - 9  | Uzbekistán |  |  |
|             |         | Reporte |            |  |  |

## Grupo B

### Posiciones
| Pos. | Equipo     | Encuentros | Encuentros | Encuentros | Encuentros | Tantos  | Tantos    | Tantos     | Puntos Bonus | Puntos Totales |
| Pos. | Equipo     | jugados    | ganados    | empatados  | perdidos   | a favor | en contra | diferencia | Puntos Bonus | Puntos Totales |
| ---- | ---------- | ---------- | ---------- | ---------- | ---------- | ------- | --------- | ---------- | ------------ | -------------- |
| 1    | Argelia    | 2          | 2          | 0          | 0          | 41      | 5         | + 36       | 1            | 9              |
| 2    | Kazajistán | 2          | 0          | 0          | 2          | 5       | 41        | - 36       | 0            | 0              |

Nota: Se otorgan 4 puntos al equipo que gane un partido y 2 al que empate
Puntos Bonus: 1 punto por convertir 4 tries o más en un partido y 1 al equipo que pierda por no más de 7 tantos de diferencia
|  | Juega por el 1º puesto |

|  | Juega por el 3º puesto |

### Resultados

#### Primera fecha
| 6 de junio | Kazajistán | 5 - 26  | Argelia |  |  |
|            |            | Reporte |         |  |  |

#### Segunda fecha
| 10 de junio | Argelia | 15 - 0  | Kazajistán |  |  |
|             |         | Reporte |            |  |  |

## Finales

### 3º puesto
| 14 de junio | Líbano | 25 - 35 | Kazajistán |  |  |
|             |        | Reporte |            |  |  |

### 1º puesto
| 14 de junio | Malasia | 19 - 11 no finalizó | Argelia |  |  |
|             |         | Reporte             |         |  |  |

| Bandera de Malasia |
| Campeón Malasia    |
|                    |